# Danh sách người đoạt giải Ig Nobel Kinh tế
Đây là danh sách những người đoạt giải Ig Nobel kinh tế được trao tặng từ năm 1991 đến nay xếp theo thứ tự ưu tiên thời điểm mới nhất.
| Năm  | Tên | Vì thành tích |
| ---- | --- | --- |
| 2009 | Kaupthing Bank Iceland · Landsbanki Iceland · Glitnir Bank Iceland · Ngân hàng Trung ương Iceland Iceland | Chứng tỏ rằng những ngân hàng nhỏ cũng có thể nhanh chóng biến thành ngân hàng khổng lồ, và ngược lại (và chứng tỏ rằng điều tương tự cũng có thể đúng với toàn thể nền kinh tế quốc dân)                   |
| 2008 | Geoffrey Miller Hoa Kỳ · Joshua Tyber Hoa Kỳ · Brent Jordan Hoa Kỳ | Khám phá ra rằng những gái nhảy nhập cư kiếm được nhiều tiền hơn lúc ở đỉnh cao của độ tuổi sinh đẻ. |
| 2007 | Kuo Cheng Hsieh Đài Loan | Được cấp bằng sáng chế những thiết bị bắt trộm ngân hàng qua mạng. |
| 2006 | Không có | |
| 2005 | Gauri Nanda (từ MIT) Hoa Kỳ | Phát minh ra Clocky, một cái đồng hồ báo thức biết chạy trốn và kêu đi kêu lại để đảm bảo là người chủ sẽ rời khỏi giường, và như vậy về lý thuyết sẽ giúp cho ngày làm việc sẽ có thêm những giờ năng suất |
| 2004 | Thành Vatican | Thuê Ấn Độ cầu nguyện hộ |
| 2003 | Liechtenstein | Đem cho thuê cả đất nước làm hội nghị công ty, cưới, bar mitzvah, và các sự kiện hội họp khác |
| 2002 | Ban giám đốc, hội đồng quản trị, ban kiểm toán của: · Enron, Adelphia, Cendant, CMS Energy, Duke Energy, Dynegy, Global Crossing, Informix, Kmart, McKessonHBOC, Merrill Lynch, Merck, Peregrine Systems, Qwest Communications, Reliant Resources, Rent-Way, Rite Aid, Sunbeam, Tyco, Waste Management, WorldCom, Xerox, và Arthur Andersen Hoa Kỳ · Lernaut & Hauspie Bỉ · Bank of Commerce and Credit International Pakistan · Gazprom Nga · HIH Insurance Úc · Maxwell Communications Anh Quốc | Áp dụng khái niệm toán học về những con số tưởng tượng vào thế giới kinh doanh |
| 2001 | Joel Slemrod Hoa Kỳ · Wojciech Kopczuk Canada | Kết luận rằng người ta có thể tìm cách trì hoãn qua đời nếu điều đó giúp giảm được thuế suất thuế thừa kế                                                                                                   |
| 2000 | Sun Myung Moon Hàn Quốc | Đem lại sự tăng trưởng hiệu quả và bền vững cho ngành dịch vụ tổ chức đám cưới tập thể |
| 1999 | Không có | |
| 1998 | Richard Seed Hoa Kỳ | Thúc đẩy kinh tế thế giới tăng trưởng bằng cách tăng số lượng lao động thông qua nhân bản bản thân và những người khác                                                                                      |
| 1997 | Yokoi Akihiro và Maita Aki Nhật Bản | Đổi hàng triệu giờ làm việc của người thành công việc dọn nhà của các sinh vật ảo |
| 1996 | Robert J. Genco Hoa Kỳ | Khám phá ra rằng "căng thẳng về tài chính là một dấu hiệu rủi ro của bệnh hỏng lợi (destructive periodontal disease)"                                                                                       |
| 1995 | Nick Leeson và cấp trên tại Barings Bank Anh Quốc · Robert Citron Hoa Kỳ | Sử dụng phép tính vi phân để chứng tỏ rằng thể chế tài chính nào cũng có những hạn chế của chúng. |
| 1994 | Juan Pablo Davila Chile | Ra lệnh cho máy tính "mua vào" trong khi đang nghĩ "bán ra". Để bù lại thiệt hại, anh này đã tiến hành thêm những giao dịch không có lời khác lên tới 0,5% GDP của Chile.                                   |
| 1993 | Ravi Batra Hoa Kỳ | Bán được rất nhiều sách về một cuộc khủng hoảng kinh tế toàn cầu mà chỉ một mình mình nghĩ là sẽ có |
| 1992 | các nhà đầu tư của Lloyd's of London Anh Quốc | Nỗ lực bảo hiểm cho khách hàng bằng cách từ chối trả tiền cho họ với lý do bản thân công ty cũng đang lỗ |
| 1991 | Michael Milken Hoa Kỳ | Cha đẻ của junk bond |